# Callopanchax
Callopanchax è un genere comprendente 5 pesci d'acqua dolce appartenenti alla famiglia Nothobranchiidae.

## Distribuzione e habitat
Queste specie sono endemiche dell'Africa tropicale, dove vivono in pozze e piccoli corsi d'acqua delle foreste pluviali e delle savane.

## Specie
- Callopanchax huwaldi
- Callopanchax monroviae
- Callopanchax occidentalis
- Callopanchax sidibeorum
- Callopanchax toddi